# Coma (filme de 1978)
Coma (bra/prt: Coma) é um filme estadunidense do gênero suspense dirigido por Michael Crichton, baseado em obra de Robin Cook, lançado em 1978 para a Metro-Goldwyn-Mayer.

## Resumo
Num grande hospital em Boston, a Doutora Susan Weleer começa a desconfiar quando sua melhor amiga Nancy entra repentinamente em coma e sem explicação após uma cirurgia simples, descobrindo a seguir que muitos outros casos semelhantes também ocorreram.

## Elenco
- Geneviève Bujold — Dr. Susan Wheeler
- Michael Douglas — Dr. Mark Bellows
- Elizabeth Ashley — Sra. Emerson
- Rip Torn — Dr. George
- Richard Widmark — Dr. George Harris
- Lois Chiles — Nancy Greenly
- Frank Downing — Kelly
- Hari Rhodes — Dr. Morelind
- Richard Doyle — Jim
- Lance LeGault — Vince
- Betty McGuire — Enfermeira
- Tom Selleck — Sean Murphy
- Joanna Kerns — Diane
- Ed Harris

## Prêmios e indicações

### Indicações
Saturn Awards
- Melhor Atriz: Geneviève Bujold (1979)